# Pratt & Whitney Canada JT15D
Il Pratt & Whitney Canada JT15D è un motore turbofan sviluppato dall'azienda aeronautica canadese Pratt & Whitney Canada. Venne introdotto nel 1971 con una spinta da 2 200 lbf (9 800 N), e da allora ha subito una serie di aggiornamenti che hanno portato la spinta ad un massimo di 3 000 lbf (13 kN), nelle ultime versioni.

## Storia del progetto
La Pratt & Whitney Canada iniziò la progettazione di una nuova turboventola negli anni sessanta. Il JT15D è raro tra i turbofan moderni in quanto utilizza un compressore centrifugo come sistema ad alta pressione principale. Questo tipo di compressore è stato utilizzato in molti tra i primi motori a reazione, ma è stato poi rapidamente sostituito dai compressori assiali a causa del minore ingombro.
Questo motore venne provato per la prima volta nel 1967, quando venne montato a bordo di un Avro Canada CF-100.

## Varianti
Il primo modello, il JT15D-1, è stato introdotto per alimentare il Cessna Citation I, poi conosciuto come il Fanjet 500. Le consegne sono iniziate nel 1972. Il JT15D-4 è stato introdotto l'anno successivo, con una spinta migliorata a 2 500 lbf (11 000 N). Il -4 è stato il motore principale per il Cessna Citation II, e ha continuato a trovare impiego nei Mitsubishi MU-300 Diamond, Aérospatiale SN-601 Corvette e SIAI-Marchetti S-211.
Il modello successivo, il JT15D-5, venne certificato nel 1983. I primi motori consegnati avevano una spinta di 2.900 lbf (13 000 N) e sono stati utilizzati sui Hawker 400 e Cessna T-47 A. Sono state introdotte diverse versioni minori, il -5A per il Cessna Citation V, il -5 ter per il Raytheon T-1 Jayhawk e il -5C per alimentare il Rockwell Ranger 2000 e il SIAI-Marchetti S-211.
Negli anni novanta venne progettato un nuovo modello, il JT15D-5D, che venne certificato nel 1993. In questa versione è stata aumentata la spinta, il -5D è in grado di fornire 3 045 lbf (13 540 N). Il -5D viene utilizzato sul Cessna UC-35 A e sul Cessna Citation Ultra.

## Velivoli utilizzatori

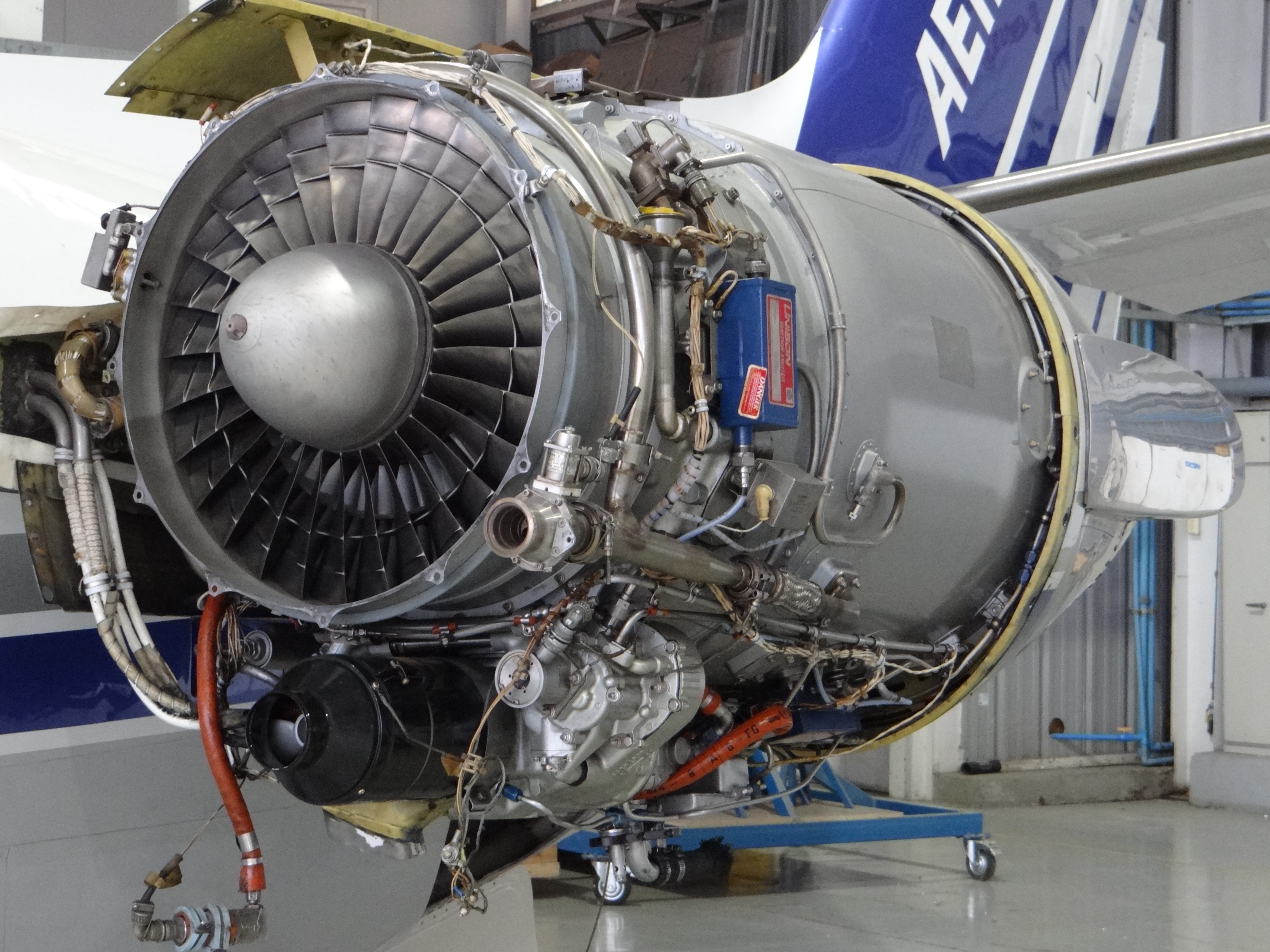

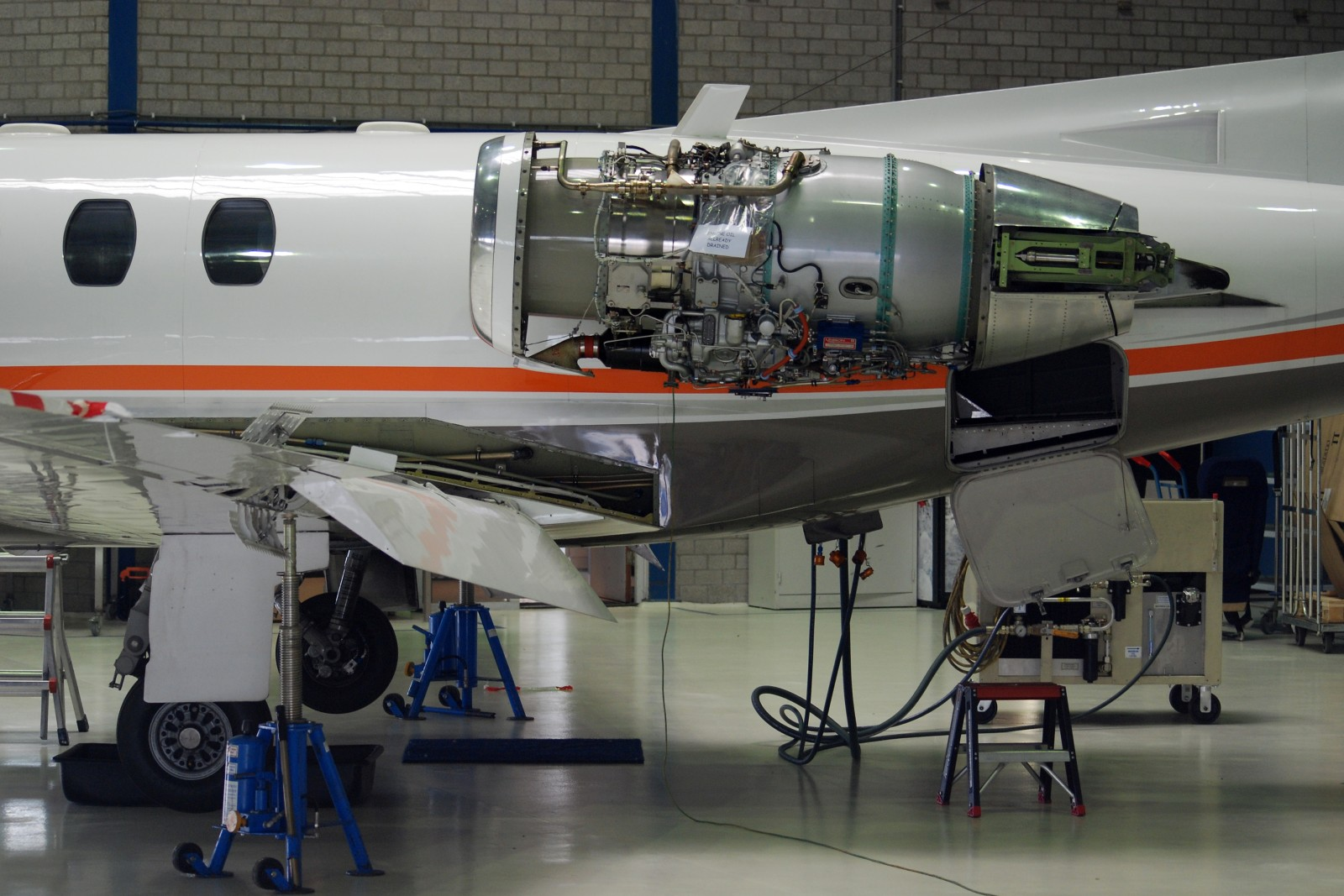

- Aérospatiale Corvette
- Aermacchi M-345
- Ball-Bartoe JW-1 Jetwing
- Beechcraft Beechjet 400
- Boeing Bird of Prey
- Cessna Citation I
- Cessna Citation II
- Cessna Citation V/Ultra
- Hawker 400
- Mitsubishi MU-300 Diamond
- Raytheon T-1 Jayhawk
- Rockwell Ranger 2000
- SIAI-Marchetti S-211